# Таллула (река)
Таллула (англ. Tallulah River) — река на юго-востоке США. Длина — 75 км, площадь бассейна — 476 км².
Истоки реки находятся в округе Клей недалеко от горы Стандинг-Индиан. Далее река протекает в южном направлении, пересекает границу с Джорджией, где течёт по округам Таунс и Рейбун, после чего сливаясь с рекой Чаттуга в округе Хабершем, образует реку Тугалу, приток Саванны.
В русле реки в одноимённом ущелье на реке расположены несколько водопадов, известных под тем же названием.
Название реки имеет происхождение из языка племени Чероки. Точный перевод неизвестен, известны такие версии, как «грохочущая вода» и «внушающая страх, ужас». По другим версиям, слово имеет чоктавское происхождение («прыгающая вода»).